# Гавіржов
Га́віржов (чеськ. Havířov, пол. Hawierzów, нім. Hauerau) — місто з власним статусом на сході Чехії, у Мораво-Сілезії, одне з найбільших у країні. Гавіржов входить до Остравської агломерації.
Місто було споруджене у 1950-ті роки у стилі соціалістичного реалізму.

## Назва
Назва новозаснованого міста була обрана в результаті публічного конкурсу в 1956 році, оголошеного комітетом в Остраві. Назва Гавіржов від «havíř», тобто чеською «гірник», з присвійним суфіксом -ов.

## Географія
Гавіржов розташований приблизно за 8 кілометрів на схід від міста Острава Через місто протікає річка Лучина.

## Історія
Найдавніші поселення на території сучасного Гавіржова датуються кінцем XIII — початком XIV століття. Проте будівництво міста розпочалося лише тоді, коли почалося спорудження шахтарських поселень і розвиток індустріалізації в Чехії. 

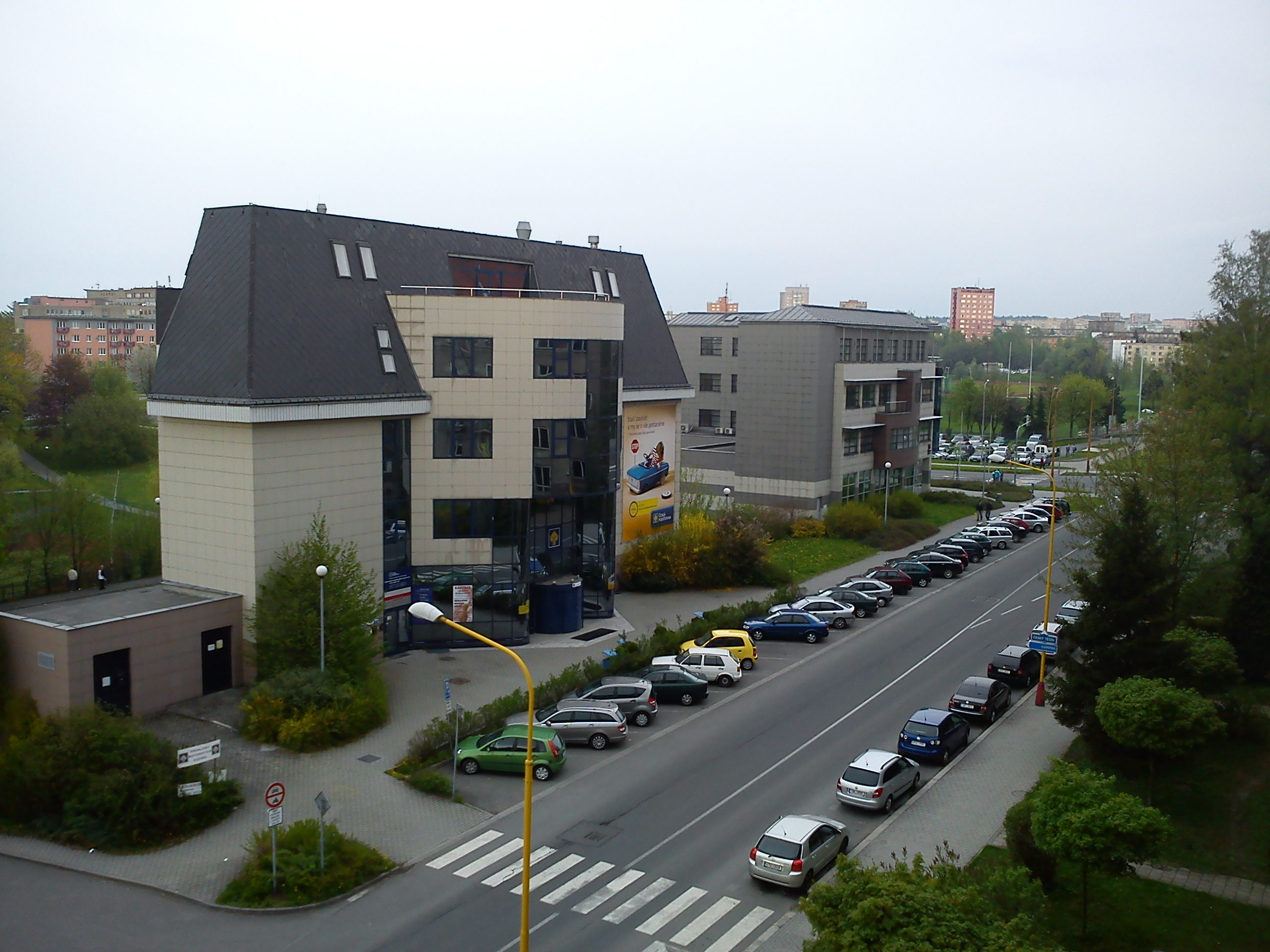
Приклад архітектури міста 1990-х років

Адміністративно Гавіржов став містом за спеціальною постановою уряду Чехословацької Соціалістичної Республіки від 4 грудня 1955 року.
Політичні, економічні та соціальні зміни після Оксамитової революції у листопаді 1989 року не оминули й Гавіржов. У 1990 році в місті було створено багато політичних партій та рухів, які балотувалися на перших вільних виборах. Після 1990 року місто працювало над відродженням громадських просторів – так після реконструкції замок був урочисто відкритий для громадськості 18 січня 1998 року, а у 2006 та 2007 роках – культурний центр «Радість» з подальшим благо-устроєм парку, а також головним бульваром.
3 2022 року місто прийняло біженців з України, наприклад дітей з Сіверськодонецька.

## Населення

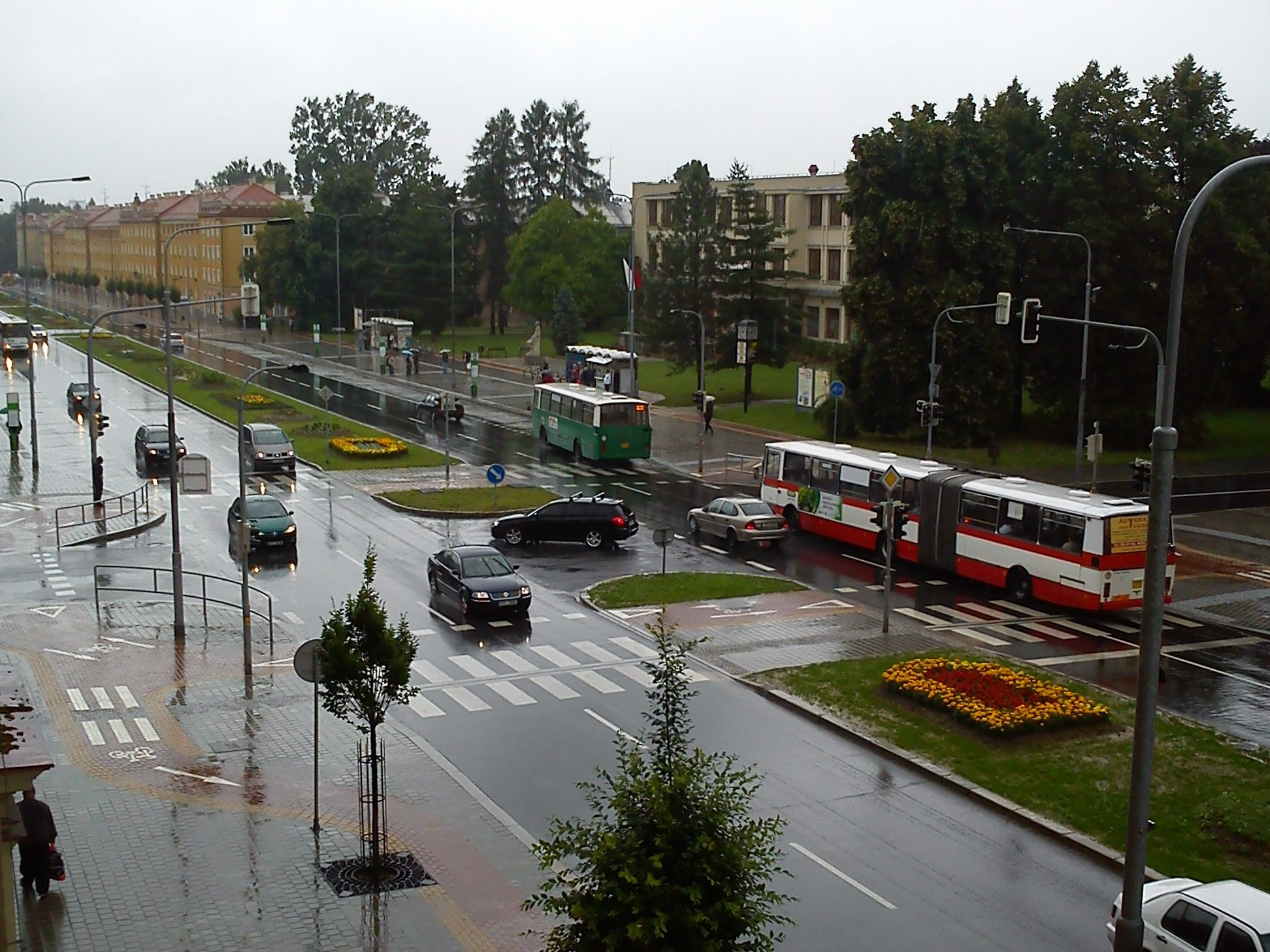
Вулиця міста

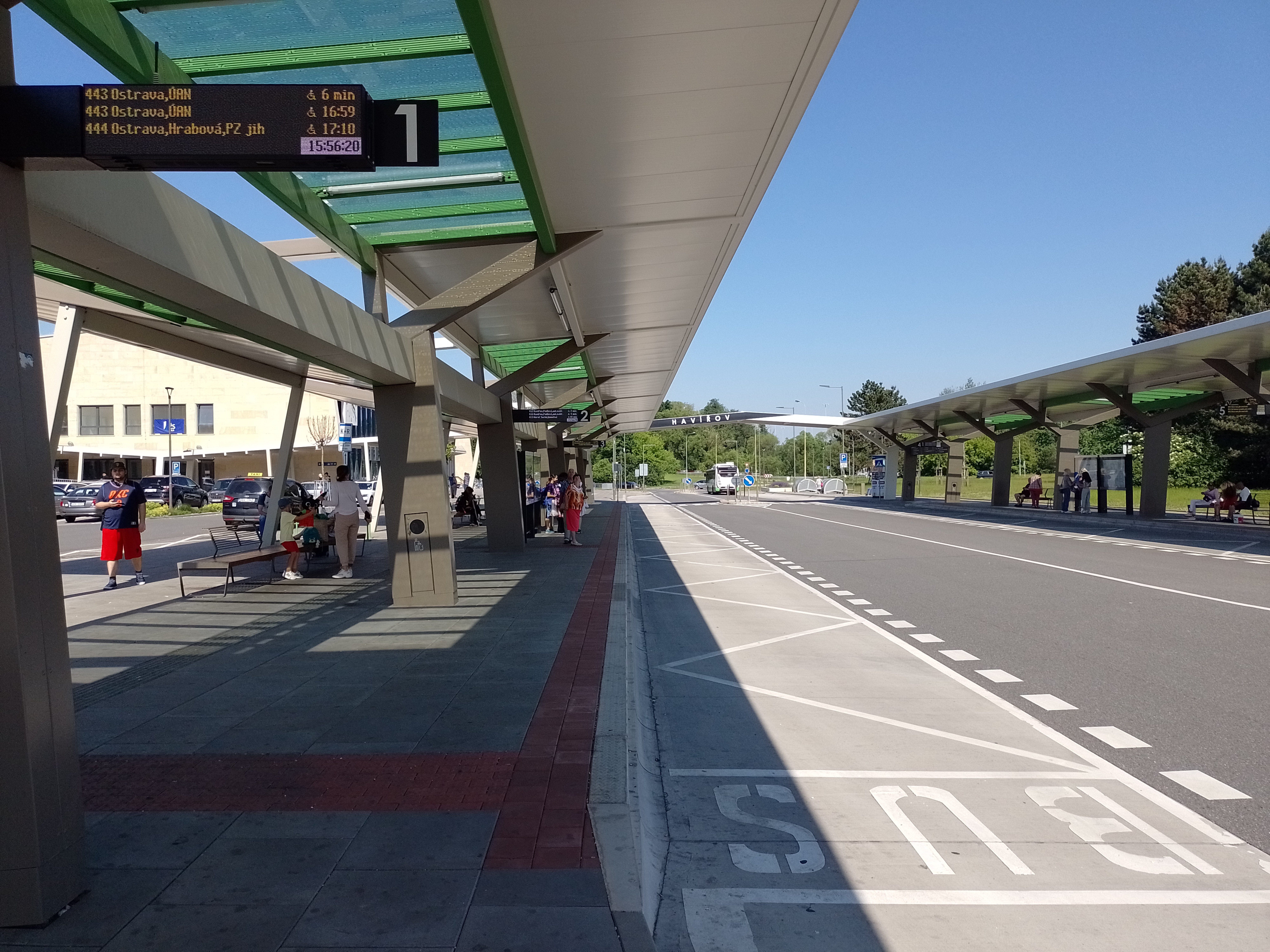
Трансферний термінал на залізничному вокзалі

Населення первісних поселень Гавіржова характеризувалося змішаним складом чеської та польської національностей. Станом на 31 грудня 1977 року Гавіржов був шостим за величиною містом Чехії з населенням 93 516 осіб – після Праги, Брно, Острави, Пльзеня та Оломоуца. Місто досягло своєї найвищої чисельності населення у 1985 році, коли в ньому проживало 94 110 мешканців.

## Економіка
Місто історично пов'язане з видобутком кам'яного вугілля в регіоні.

## Транспорт

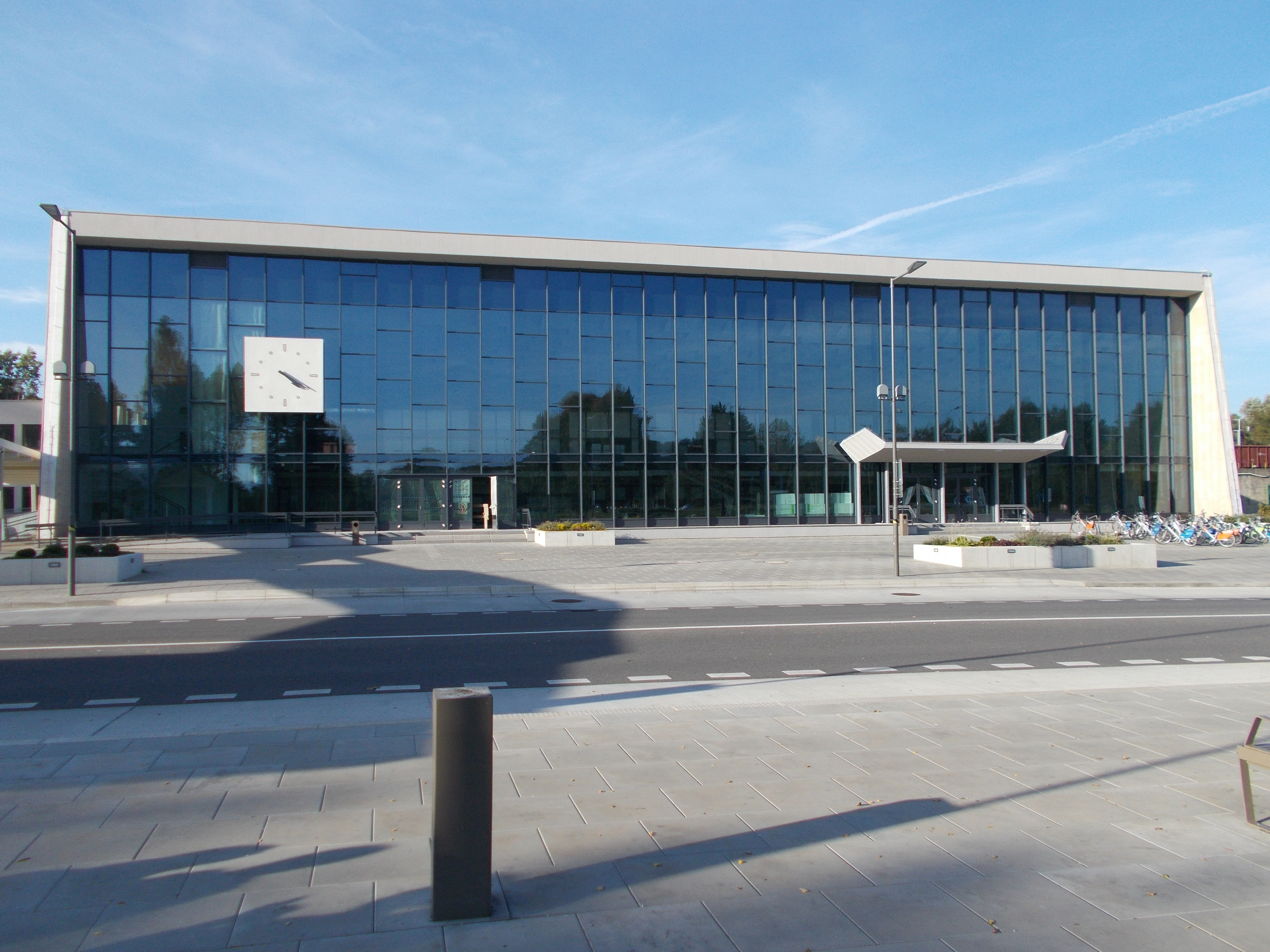
Залізнична станція

Гавіржов розташований на залізничній колії національного значення до Праги через Остраву та Оломоуць.

## Видатні люди
- Ян Лаштувка — чеський футболіст, воротар.
- Давід Пастрняк — чеський хокеїст, правий нападник.

## Спорт
- ХК Гавіржов – хокейний клуб.
- ВК Гавіржов – волейбольний клуб.
- МФК Гавіржов – футбольний клуб.

## Міста-побратими
Гавіржов побратим з:
- Колленьо, Італія
- Гарлоу, Великобританія
- Ястшембе-Здруй, Польща
- Мажейкяй, Литва
- Омиш, Хорватія
- Пайде, Естонія
- Турчянські Теплиці, Словаччина
- Загорє-об-Саві, Словенія